# Wiktor Lampart
Wiktor Lampart (ur. 21 maja 2001) – polski żużlowiec.
Brat Dawida Lamparta, również żużlowca.

## Przebieg kariery
Lampart jest wychowankiem Stali Rzeszów. Licencję żużlową uzyskał w sierpniu 2016. W zespole Stali zadebiutował w dniu swoich szesnastych urodzin w wyjazdowym meczu z Orłem Łódź. Drużyna rzeszowska przegrała ten mecz 37:53, a Lampart zdobył 7 punktów. W sezonie 2017 wystąpił w dwunastu spotkaniach, uzyskując średnią biegową 1,448.
W listopadzie 2017 Wiktor Lampart podpisał kontrakt z beniaminkiem Nice 1. Ligi – Speed Car Motorem Lublin. W sezonie 2018 wraz z Motorem uzyskał awans do Ekstraligi, a także zanotował najlepszą średnią biegową spośród młodzieżowców w Nice 1. Lidze (1,985). W październiku 2018 przedłużył swój kontrakt z klubem na sezon 2019. W Motorze Lublin pozostał na sezon 2020, a następnie 2021.

## Starty windywidualnych mistrzostwach świata juniorów
Stan na 30 września 2022.
| Sezon 2018 |         |           |         |         |         |         |         |         |         |         |         |        |        |        |        |        |        |        |        |        |
| Dyneburg   | Leszno  | Pardubice | miejsce | miejsce | miejsce | miejsce | miejsce | miejsce | miejsce | miejsce | miejsce | punkty | punkty | punkty | punkty | punkty | punkty | punkty | punkty | punkty |
| –          | 9       | –         | 14.     | 14.     | 14.     | 14.     | 14.     | 14.     | 14.     | 14.     | 14.     | 9      | 9      | 9      | 9      | 9      | 9      | 9      | 9      | 9      |
| Sezon 2019 |         |           |         |         |         |         |         |         |         |         |         |        |        |        |        |        |        |        |        |        |
| Lublin     | Güstrow | Pardubice | miejsce | miejsce | miejsce | miejsce | miejsce | miejsce | miejsce | miejsce | miejsce | punkty | punkty | punkty | punkty | punkty | punkty | punkty | punkty | punkty |
| 11         | 9       | 4         | 9.      | 9.      | 9.      | 9.      | 9.      | 9.      | 9.      | 9.      | 9.      | 24     | 24     | 24     | 24     | 24     | 24     | 24     | 24     | 24     |
| Sezon 2021 |         |           |         |         |         |         |         |         |         |         |         |        |        |        |        |        |        |        |        |        |
| Stralsund  | Krosno  | Pardubice | miejsce | miejsce | miejsce | miejsce | miejsce | miejsce | miejsce | miejsce | miejsce | punkty | punkty | punkty | punkty | punkty | punkty | punkty | punkty | punkty |
| 16         | 14      | 10        |         |         |         |         |         |         |         |         |         | 40     | 40     | 40     | 40     | 40     | 40     | 40     | 40     | 40     |
| Sezon 2022 |         |           |         |         |         |         |         |         |         |         |         |        |        |        |        |        |        |        |        |        |
| Praga      | Cardiff | Toruń     | miejsce | miejsce | miejsce | miejsce | miejsce | miejsce | miejsce | miejsce | miejsce | punkty | punkty | punkty | punkty | punkty | punkty | punkty | punkty | punkty |
| 8          | 11      | 18        | 4.      | 4.      | 4.      | 4.      | 4.      | 4.      | 4.      | 4.      | 4.      | 37     | 37     | 37     | 37     | 37     | 37     | 37     | 37     | 37     |

| Statystyki        | Statystyki |
| ----------------- | ---------- |
| Starty            | 10         |
| Zwycięstwa        | 0          |
| Miejsca na podium | 2          |
| Finalista         | 3          |
| Punkty            | 110        |

## Osiągnięcia
Mistrzostwa świata juniorów
| Sezon | Dzień       | Miejscowość | Miejsce | Punkty | Biegi     | Klub                   | Uwagi     | Źródło |
| ----- | ----------- | ----------- | ------- | ------ | --------- | ---------------------- | --------- | ------ |
| 2018  | 18 sierpnia | Outrup      |         | 11     | 3,2,2,3,1 | Speed Car Motor Lublin | drużynowo | [ 8 ]  |

Mistrzostwa Europy juniorów
| Sezon | Dzień       | Miejscowość | Miejsce | Punkty | Biegi     | Klub                   | Uwagi         | Źródło |
| ----- | ----------- | ----------- | ------- | ------ | --------- | ---------------------- | ------------- | ------ |
| 2018  | 1 września  | Dyneburg    |         | 12     | 2,3,3,1,3 | Speed Car Motor Lublin | drużynowo     | [ 9 ]  |
| 2018  | 13 września | Stralsund   |         | 13     | 3,2,2,3,3 | Speed Car Motor Lublin | indywidualnie | [ 10 ] |

Brązowy Kask
| Sezon | Dzień       | Miejscowość | Miejsce | Punkty | Biegi     | Klub                   | Uwagi         | Źródło |
| ----- | ----------- | ----------- | ------- | ------ | --------- | ---------------------- | ------------- | ------ |
| 2018  | 18 sierpnia | Gniezno     |         | 12     | 2,1,3,3,3 | Speed Car Motor Lublin | indywidualnie | [ 11 ] |
| 2019  | 27 maja     | Grudziądz   |         | 14     | 3,3,3,2,3 | Speed Car Motor Lublin | indywidualnie | [ 12 ] |